# The Butterfly Effect
The Butterfly Effect četvrti je studijski album portugalskog gothic metal-sastava Moonspell. Album je 13. rujna 1999. godine objavila diskografska kuća Century Media Records.

## O albumu
Naziv albuma inspiriran je konceptom leptirovog učinka iz teorije kaosa.
The Butterfly Effect karakterizira eksperimentalniji glazbeni stil od onog na prethodnim albumima grupe, uključujući mnogobrojne elemente elektroničke glazbe, industrial metala te veću upotrebu sintesajzerskih efekata. Mnogi su kritičari na ovom albumu primijetili velik utjecaj Tiamatovih albuma Wildhoney i A Deeper Kind of Slumber.
Skladba "Tired" koristi se glazbenim uzorkom Mozartovog "Rekvijema". Pjesma "K" zapravo traje 3 minute i 40 sekundi, ali ju slijedi skrivena devetominutna skladba "O Mal de Cristo", čiji je tekst izvorno napisao William Burroughs, a dekonstruirao ga je i preradio pjevač grupe Fernando Ribeiro.

## Popis pjesama
Tekstovi: Fernando Ribeiro. 
| 1.    | »Soulsick«                   | Pedro Paixão, Sérgio Crestana    | 4:16  |
| 2.    | »Butterfly FX«               | Paixão, Crestana                 | 3:51  |
| 3.    | »Can't Bee«                  | Paixão, Crestana                 | 5:11  |
| 4.    | »Lustmord«                   | Paixão                           | 3:44  |
| 5.    | »Selfabuse«                  | Paixão, Crestana, Ricardo Amorim | 4:16  |
| 6.    | »I Am the Eternal Spectator« | Paixão                           | 3:31  |
| 7.    | »Soulitary Vice«             | Paixão                           | 3:27  |
| 8.    | »Disappear Here«             | Paixão                           | 3:33  |
| 9.    | »Adaptables«                 | Paixão                           | 3:01  |
| 10.   | »Angelizer«                  | Paixão                           | 4:30  |
| 11.   | »Tired«                      | Paixão, Crestana                 | 5:24  |
| 12.   | »K«                          | Paixão, Crestana                 | 12:40 |
| 57:24 |                              |                                  |       |

## Recenzije
Eduardo Rivadavia, glazbeni kritičar sa stranice AllMusic, dodijelio je albumu tri od pet zvjezdica te je komentirao: "Portugalski je Moonspell brzo evoluirao u jednog od glavnih igrača europske goth-metal scene te na svojem četvrtom albumu, The Butterfly Effect, sastav gura granice metala u čudnim i zapanjujućim novim smjerovima. Vođenu zadihanim baritonom pjevača Fernanda Ribeira, grupu bi se moglo nazvati europskim Type O Negativeom, ali s većim talentom za eksperimentiranje i lomljenje žanrova. Slijedeći glavnu shemu koju je postavio vrlo uspješan Tiamatov album Wildhoney, The Butterfly Effect spaja divlje, duboko ugođene gitarske rifove, jezive sintesajzerske prijelaze i ezoterične tematike pjesama (djelomično znanstvena fantastika, djelomično antikršćanstvo). Iako njegova sama širina ne stvara toliko kohezivnu sliku kao prethodni uradci, album sadrži nekolicinu izvrsnih skladbi. Među njima najviše se ističu "Tired" sa svojim nevjerojatno nezaboravnim melodijama te enigmatički nazvana "Can't Bee", zbrka ekstrema koja bi se mogla kvalificirati za titulu prvog death metal valcera u povijesti. Među ostalim snažnim trenutcima nalaze se nepopustljiva snaga pjesme "Soulsick", gotovo tragovi pop glazbe u pjesmi "Disappear Here" te čistokrvno industrial batinanje skladbe "I Am the Eternal Spectator". Izazovno, ali uglavnom zadovoljavajuće glazbeno iskustvo".

## Zasluge
| Moonspell - Miguel Gaspar – bubnjevi - Pedro Paixão – klavijature, glazbeni uzorci - Fernando Ribeiro – klavir (na pjesmi 6), vokali - Ricardo Amorim – gitara - Sérgio Crestana – bas-gitara Dodatni glazbenici - Oli Albergaria Savill – udaraljke (na pjesmama 7, 8 i 12), timpani i konga (na pjesmi 4) | Ostalo osoblje - Andy Reilly – produkcija, inženjer zvuka, mastering - Richard Hinton – pomoćni inženjer zvuka - Patrick Bird – mastering - Paulo Moreira – fotografija, omot albuma - Carsten Drescher – ilustracije, omot albuma |